# Jackie Wilson
Pour les articles homonymes, voir Wilson.
Jackie Wilson, de son vrai nom Jack Leroy Wilson Jr., est un chanteur américain né le 9 juin 1934 à Détroit (États-Unis) et mort le 21 janvier 1984 à 49 ans.
Il est considéré comme un grand showman, et l'un des chanteurs et artistes les plus dynamiques et les plus influents dans l'histoire du R&B et du rock 'n' roll, et a fait la transition entre le Rhythm and blues et la musique soul,. Reet Petite est l'un de ses titres les plus connus.

## Biographie

### Les débuts
Jack Leroy Wilson Jr. naît dans le Michigan en 1934, il était le fils unique de Jack Leroy Wilson Sr. (1903 - 1983) et Eliza Mae Wilson (1907 - 2003), originaire de Columbus dans le Mississippi. À cette époque, Jack rend souvent visite à ses grands-parents à Columbus et était fortement influencé par la chorale de Billups Chapel. Jack ne voyait pas souvent son père, d'autant que ce dernier était un homme alcoolique, chômeur, il était souvent absent. Tandis que sa mère, qui avait perdu deux enfants plus tôt, était « folle » de Jack, a été une des grandes influences de Jack tout au long de sa vie. Les parents de Jack se séparent, alors qu'il n'a que neuf ans (il commençait déjà à boire à cet âge-là).
Sa mère se remaria bien plus tard, cette fois à un homme qui travaillait régulièrement dans une usine Ford. Leur union a donné à Jack une demi-sœur, Joyce. Bien que Jack s'entendait apparemment très bien avec son beau-père, il est resté proche de son père.
Il commença à chanter à un âge précoce, et forma même un petit groupe, les Ever Ready Gospel Singers, qui devient une personnalité populaire des églises locales dans la région. À l'école, il était un élève absentéiste habituel et s'attirait régulièrement des ennuis (il était déjà un jeune délinquant). Il abandonne l'école à l'âge de seize ans.

### Carrière
Comme tout autre artiste noir américain de son époque, Wilson dû faire face aux formes courantes de la ségrégation raciale qui ont rendu les choses difficiles pour les artistes masculins afro-américains pour recevoir une attention considérable par le grand public.
Il se fait connaître en 1953, alors qu'il remplace Clyde McPhatter, au sein de Billy Ward & the Dominoes, un groupe vocal. Dans ce groupe, il est à la fois chanteur et producteur. Il avait comme surnom Sonny Wilson mais il opte peu après pour le nom de scène de Jackie Wilson.
Le jeune et fougueux Jackie chante, comme beaucoup d’autres jeunes noirs de cette période, depuis son plus jeune âge. Il rallie des petits groupes locaux où il croise de futures pointures : Levi Stubbs (son cousin et futur chanteur des Four Tops) ou bien encore Hank Ballard. En rejoignant en 1953 Billy Ward & The Dominoes, Wilson passe professionnellement à la vitesse supérieure, maîtrisant de mieux en mieux son jeu de scène et sa technique vocale. Il a alors dix-neuf ans. Lors d’un concert à Las Vegas en 1956, sa reprise de Don't Be Cruel impressionne fortement son interprète, Elvis Presley, à tel point que le « King » en modifiera son interprétation.
« … he hit that Don't Be Cruel and he was tryin' so hard 'till he got better, boy. Wooh! Man, he sang that song… I went back four nights straight and heard that guy do that. Man, he sung hell outta that song, and I was under the table, lookin’ at him. Git him off! Git him off! »
En 1957, à vingt-trois ans, Wilson commence une carrière solo, en quittant le groupe des Dominoes et en collaborant avec son cousin Levi et a du travail au bar Flame Show (club local) de Détroit. Peu de temps après que Wilson ait signé un contrat solo avec la maison de disque Brunswick Records, Nat Tarnopol devient manager de Wilson (et plus tard il devient président de Brunswick Records). Le premier single de Wilson sort en août 1957, le single s'intitule Reet Petite de son tout premier album solo He's So Fine, qui est devenu un succès modeste R&B (et de nombreuses années plus tard, un énorme succès international). La chanson a été écrite par un ancien boxeur, Berry Gordy Jr. (futur fondateur de la maison de disque Motown), avec comme partenaire Roquel «Billy» Davis (sous le pseudonyme de Tyran Carlo) et la sœur de Gordy, Gwendolyn. Le trio a composé et produit six autres singles pour Wilson, qui comprenait To Be Loved, I'm Wanderin', We Have Love, That's Why (I Love You So), I 'll Be Satisfied et sa chanson sorti fin 1958, Lonely Teardrops, qui a culminé 7e sur les classements top pop charts, et 1re dans ceux top R&B charts, et fait de lui une superstar de R&B connu pour sa voix extraordinaire et unique.
Jackie traverse les années 1950 avec de nombreux succès, les années 1960 sont encore plus prolifiques : il sort quasiment un album tous les ans, et se produit aux quatre coins des États-Unis.
Son dernier grand succès est Higher And Higher en 1967.

### Dernières années
Le 29 septembre 1975, sur la scène du Latin Casino dans le New Jersey, alors que Jackie a à peine commencé à chanter son tube Lonely Teardrops, il est victime d'une attaque cardiaque de laquelle il ne se relèvera pas (tombé en avant et en frappant sa tête sur certains équipements). On peut donc considérer que sa carrière s'achève à ce moment-là, car tombé dans le coma, avec d'énormes séquelles au cerveau, il ne retrouvera ni la parole, ni la capacité de se mouvoir. Il reste dans un état végétatif jusqu'à sa mort le 21 janvier 1984 à l’âge de 49 ans d'une pneumonie.
Elvis Presley qui appréciait tant Jackie proposa à sa femme de payer tous les frais d'hospitalisation (trop lourds pour sa femme qui n'aurait pas pu y faire face) et cela jusqu'au bout, même si Jackie décéda après le « King ».
Jackie Wilson a été l'un des plus importants artistes noirs américains. Il a fait la transition entre le Rhythm and blues et la soul, au cours des années 1950, 60 et 70.

## Vie personnelle

### Image de Wilson
Wilson devint l'une des plus grandes influences dans le blues et la soul. Berry Gordy le considérera bien plus tard comme un homme à la voix d'or[réf. souhaitée] ; mais il était connu pour être un "coureur de jupons" (il trompait régulièrement sa femme) et être père de plusieurs enfants de plusieurs mères différentes, ce qui était à son époque très mal vu.
Il avait la réputation d’être assez colérique: en 1961 lors d’un concert à La Nouvelle-Orléans, il est arrêté et accusé d'avoir agressé un agent de police qui avait poussé l'un de ses fans.

### Sa famille
Jackie Wilson devient père en 1951 à l'âge de dix-sept ans, après la naissance de sa fille Jacqueline Denise, par Freda Hood, son "amour d'enfance", avec qui il a peu après trois autres enfants dont Sandra Kay, Jack Jr. et Anthony Duane, le cadet né en 1958. Il épouse Freda à la même année (À cette époque, il chantait dans les clubs locaux avec Levi Stubbs).
Jackie et sa maîtresse, mannequin, Harlean Harris (ex-fiancée du chanteur Sam Cooke) donnent naissance à un garçon John Dominick en 1964 puis deux autres enfants bien plus tard. Wilson se marie avec Harris en 1967 mais se sépare d'elle peu de temps après.
Wilson rencontre ensuite Lynn Crochet avec qui il reste jusqu'à sa crise cardiaque en 1975. Wilson et Crochet donnent naissance à un fils, Thor Lathan Kenneth (né en 1972), et une fille, Li-Nie Shawn (née en juillet 1975, moins de deux mois avant que Wilson ne tombe dans le coma).
Cependant, alors que lui et Harris n'ont jamais officiellement divorcé, Harris prend le rôle de tutelle de Wilson pendant les neuf années restantes du chanteur.

### Relations familiales
Des rumeurs ont longtemps circulé comme quoi Wilson a notamment eu trois autres enfants de trois mères différentes et inconnues.
En février 1961, Jackie se fait tirer dessus par une de ses maîtresses, Juanita Jones, « brûlante de jalousie », quand il est rentré à son appartement de Manhattan avec Harlean Harris.
Wilson est blessé à l'estomac, la balle entraîne la perte d'un rein, et située trop près de sa colonne vertébrale pour être opéré. Un mois et demi plus tard, après l'incident, Jackie sort de l'hôpital, accompagné de sa mère et de sa femme, il est rapidement en voie de guérison.
Après 14 ans de mariage, Freda et Jackie divorcent en 1965(Freda qui ne supporte plus ses jeux derrière son dos (adultère) et encore d'autres raisons personnelles) bien qu'il y ait toujours des sentiments entre eux. Pourtant, Freda étant devenue alcoolique comme Wilson, n'est plus du tout capable de s'occuper de ses enfants, si bien que ces derniers résident peu après chez leur grand-mère, Eliza Mae.
En 1970, Wilson perd son fils alors âgé de 16 ans, Jack Jr., lors d'un affrontement avec un voisin. Par conséquent, Jackie sombre dans de grandes dépressions les deux années suivantes, et se remet à boire et consommer de la marijuana et de la cocaïne, mais continue malgré cela sa carrière de chanteur. Deux de ses filles meurent à un très jeune âge : sa fille Sandra meurt d'une crise cardiaque en 1977, tandis que son autre fille, Jacqueline, est tuée lors d'un incident lié à la drogue à Highland Park, à Détroit en 1988 (quatre ans après Jackie).

## Postérité et hommages
- En 1972, le chanteur Van Morrison lui rend hommage en enregistrant une chanson qui se nomme Jackie Wilson Said (I'm in Heaven When You Smile) dans son album Saint Dominic's Preview. Cette chanson sera plus tard reprise par les Dexys Midnight Runners.
- Lors des Grammy Awards en 1984, le chanteur Michael Jackson rend hommage, lui aussi, à son idole en faisant une petite dédicace disant que « c'est en s'inspirant de Jackie qu'il est devenu un grand chanteur à son tour ».
- James Brown, cite Jackie Wilson comme l'une de ses plus grandes influences, pour l'histoire de la danse[4].
- En 1985, les Commodores enregistrent la chanson Nightshift en mémoire de Wilson ainsi que Marvin Gaye (mort à la même année que Wilson) en reprenant quelques paroles dans la chanson Higher And Higher (de Jackie Wilson) ainsi que dans la chanson What's Going On (de Marvin Gaye). Cette chanson, par la suite, connaît un grand succès en cette année 1985.
- Jackie Wilson est inclus dans le Grammy Hall of Fame puis dans le Rock and Roll Hall of Fame en 1987[15].
- En 1988, dans le film Un prince à New York avec Eddie Murphy, la chanson To Be Loved fait son apparition, quand Akeem (le personnage principal) et Lisa sont à une soirée et finissent par tomber amoureux et par s'embrasser.

## Discographie
Albums studio
- He's So Fine (1958)
- Lonely Teardrops (1959)
- So Much (1959)
- A Woman, A Lover, A Friend (1960)
- Jackie Sings The Blues (1960)
- You Ain't Heard Nothing Yet (1961)
- Body And Soul (1962)
- Merry Christmas From Jackie Wilson (1963)
- Somethin' Else (1964)
- Soul Time (1965)
- Whispers (1966)
- Soul Galore (1966)
- Spotlight On (1966)
- Higher and Higher (1967)
- Do Your Thing (1968)
- I Get The Sweetest Feeling (1968)
- This Love Is Real (1970)
- You Got Me Walking (1971)
- Beautiful Day (1972)
- Nowstalgia (1974)
- Nothing But You (1976)

Albums en duo
- Shake A Hand (avec Linda Hopkins) (1963)
- Manufacturers Of Soul (avec Count Basie) (1966)
- Too Much (avec Count Basie) (1967)